# Siw Orre
Siw Verna Birgitta Orre, tidigare Alander, född 15 juni 1940 i Vasa, död 11 december 2024 i Åbo, var en finlandssvensk författare. Hon var gift med författaren Rainer Alander 1962–1987. 
Orre, som avlade hushållslärarexamen 1966, inledde sitt författarskap under namnet Siw Alander med tre romaner, Bandet (1979), Tunneln (1982) och Blå duvan (1985), vilka är realistiska skildringar av arbetarlivet ur kvinnoperspektiv. Hon utgav därefter diktsamlingarna Ända hit de avlägsna vatten (1987) Leendets magma (1991) och Röster – Tillåtelse (1996), i vilka samhällskritiken är förenad med ett romantiskt tonfall.